# Nineta gravida
Nineta gravida är en insektsart som först beskrevs av Banks 1911.  Nineta gravida ingår i släktet Nineta och familjen guldögonsländor. Inga underarter finns listade i Catalogue of Life.